# Carniola Bianca

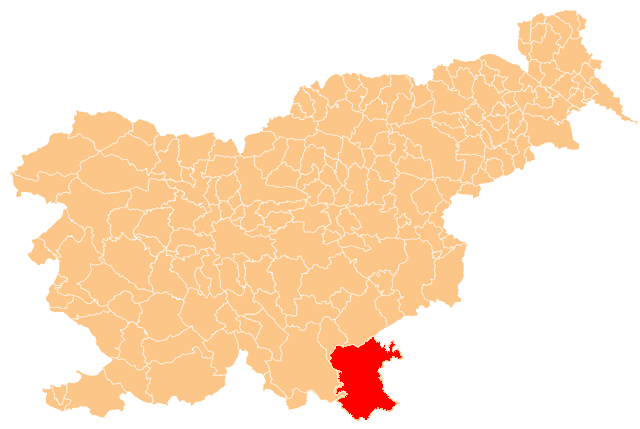
Posizione della Carniola Bianca

La Carniola Bianca o Marca Bianca (in sloveno: Bela Krajina; in tedesco: Weißkrain o anche Weiße Mark) è una regione storica e tradizionale della Bassa Carniola, situata nel sud-est della Slovenia, vicino al confine e alla frontiera con la Croazia. Le sue maggiori e più importanti città sono Metlika, Črnomelj e Semič, altre città sono Gradac e Vinica. Il suo fiume principale è il Kolpa, che costituisce la frontiera tra Slovenia e Croazia. Questo territorio è caratterizzato da basse colline e da foreste con alberi di betulle. La Carniola Blanca è una regione vitivinicola molto conosciuta per i suoi vini di alta qualità, come il metliška črnina (un oscuro vino rosso), il belokranjec (un vino bianco) e il modra frankinja (in tedesco Blaufränkisch, un altro vino rosso).